# Hampton Morris
Hampton Miller Morris (17 febbraio 2004) è un sollevatore statunitense. 
Ha vinto tre medaglie d'oro nei 61 kg ai Campionati Panamericani di Sollevamento Pesi (2021, 2022 e 2023). Attualmente detiene anche il record mondiale junior e senior di slancio nella categoria 61 kg.

## Carriera
Morris ha vinto la medaglia d'oro nei 61 kg ai Campionati Panamericani di Sollevamento Pesi 2021 tenutisi a Guayaquil, Ecuador. Ha vinto la medaglia d'argento nella sua specialità ai Giochi Panamericani Juniores del 2021 svoltisi in Colombia. Morris è stato anche uno dei portabandiera degli Stati Uniti durante la cerimonia di apertura.
Morris ha vinto la medaglia d'oro nei 61 kg ai Campionati mondiali juniores di sollevamento pesi del 2022 tenutisi a Heraklion, Grecia. Sollevando 160 kg nello slancio rapido ha anche ottenuto un record mondiale juniores .
Ha vinto la medaglia d'oro nella sua categoria ai Campionati Panamericani di Sollevamento Pesi del 2022 svoltisi a Bogotà, Colombia. Morris ha anche stabilito un nuovo record mondiale juniores di 162 kg nello slancio rapido. Ha migliorato questo record a 163 kg ai Campionati Panamericani Juniores di Sollevamento Pesi del 2022 tenutisi a Lima, in Perù.
Morris ha gareggiato nei 61 kg ai Campionati mondiali di sollevamento pesi del 2022 tenutisi a Bogotà, Colombia. Ha vinto la medaglia d'oro ai Campionati Panamericani di Sollevamento Pesi del 2023 svoltisi a Bariloche, in Argentina. Ha anche vinto la medaglia d'oro nelle gare di strappo e slancio.
Il 6 settembre 2023, Morris ha vinto la medaglia d'oro nello slancio ai Campionati mondiali di sollevamento pesi 2023, diventando il primo americano a vincere una medaglia d'oro in un campionato mondiale dal 1972.
Il 7 agosto 2024, Morris è diventato il primo sollevatore di pesi statunitense a vincere una medaglia olimpica dal 1984, con il suo bronzo nei 61 kg ai Giochi olimpici estivi di Parigi 2024.